# Stinkie en Boudewijn Show
Stinkie en Boudewijn Show was een Amerikaanse kinderserie uit 1994 gepresenteerd door twee handpoppen, te weten het stinkdier Stinkie en de ijsbeer Boudewijn. De originele, Engelstalige titel luidde Jim Henson's Animal Show with Stinky and Jake.
Het was een soort talkshow waarin Stinkie en Boudewijn de meest uiteenlopende dieren interviewden en filmpjes toonden van echte dieren in het wild.
Van de 65 afleveringen werden er slechts 13 nagesynchroniseerd in het Nederlands. Deze werden uitgezonden in het kinderbulletin Villa Achterwerk.

## Acteurs

### Hoofdrollen
- Stinkie heette in het Engels Stinky the Skunk en werd gespeeld door Dave Goelz. Zijn Nederlandse stem werd ingesproken door Peer Mascini.

- Steve Whitmire verzorgde het spel en de originele stem van Boudewijn, die in het Engels Jake the Polar Bear werd genoemd. Huib Broos verzorgde zijn Nederlandse dialoog.

### Bijrollen
- Originele poppenspelers: Karen Prell, Mak Wilson, Bill Barretta, John Eccleston, Louise Gold, Mike Quinn, Katherine Smee

- Nederlandse nasynchronisatie: Serge-Henri Valcke, Wim T. Schippers, Jacques Commandeur, Ingeborg Elzevier, Frits Lambrechts, Peter Bolhuis, Babette Mulder, Karstien Hovingh